# Sistema dos Três Domínios

Uma árvore filogenética baseada em dados de rRNA, enfatizando a separação de bactérias, archaea e eukaryota, conforme proposto por Carl Woese et al. em 1990, com o hipotético último ancestral comum universal

O sistema de três domínios é um sistema de classificação taxonômico que agrupa toda a vida celular em três domínios, a saber, Archaea, Bacteria e Eukarya, introduzido por Carl Woese, Otto Kandler e Mark Wheelis em 1990. A principal diferença em relação a classificações anteriores, como o sistema de dois impérios e a classificação dos cinco reinos, é a separação das Archaea (anteriormente denominadas "arqueobactérias") das Bacteria como organismos completamente diferentes.
A hipótese dos três domínios é considerada obsoleta por alguns, uma vez que se acredita que os eucariotos não formam um domínio de vida separado; em vez disso, eles surgiram de uma fusão entre duas espécies diferentes, uma do domínio Archaea e uma do domínio Bacteria. (ver Sistema de dois domínios)

## Antecedentes
Woese argumentou, com base nas diferenças nos genes do rRNA 16S, que bactérias, archaeas e eucariotos surgiram separadamente de um ancestral com maquinário genético pouco desenvolvido, frequentemente chamado de progenota. Para refletir essas linhagens primárias de descendência, ele tratou cada uma como um domínio, dividido em vários reinos diferentes. Originalmente, sua divisão dos procariotos foi em Eubacteria (agora Bacteria) e Archaebacteria (agora Archaea). Woese inicialmente usou o termo "reino" para se referir aos três agrupamentos filogenéticos primários, e essa nomenclatura foi amplamente usada até que o termo "domínio" foi adotado em 1990.
A aceitação da validade da classificação filogeneticamente válida de Woese foi um processo lento. Biólogos proeminentes, incluindo Salvador Luria e Ernst Mayr, objetaram à sua divisão dos procariotos. Nem todas as críticas a ele foram restritas ao nível científico. Uma década de catalogação de oligonucleotídeos intensiva em trabalho deixou-lhe uma reputação de "excêntrico", e Woese seria apelidado de "O Revolucionário Marcado da Microbiologia" por um artigo de notícias impresso na revista Science em 1997. A crescente quantidade de dados de suporte levou a comunidade científica a aceitar as Archaea em meados da década de 1980. Hoje, muito poucos cientistas ainda aceitam o conceito de um Prokarya unificado.

## Classificação
O sistema de três domínios adiciona um nível de classificação (os domínios) "acima" dos reinos presentes nos sistemas de cinco ou seis reinos anteriormente usados. Este sistema de classificação reconhece a divisão fundamental entre os dois grupos procarióticos, uma vez que as Archaea parecem estar mais intimamente relacionadas aos eucariotos do que a outros procariotos – organismos semelhantes a bactérias sem núcleo celular. O sistema de três domínios classifica os reinos anteriormente conhecidos nestes três domínios: Archaea, Bacteria e Eukarya.

### Domínio Archaea
As Archaea são procarióticas, sem membrana nuclear, mas com bioquímica e marcadores de RNA distintos das bactérias. As arqueas possuem uma história evolutiva única e antiga, pela qual são consideradas algumas das espécies de organismos mais antigas da Terra, notadamente por seus metabolismos diversos e exóticos.
Alguns exemplos de organismos arqueanos são:
- metanógenos – que produzem o gás metano
- halófilos – que vivem em água muito salgada
- termoacidófilos – que prosperam em água ácida e de alta temperatura

### Domínio Bacteria
As Bacteria também são procarióticas; seu domínio consiste em células com rRNA bacteriano, sem membrana nuclear e cujas membranas possuem principalmente lipídios diéster de diacilglicerol. Tradicionalmente classificadas como bactérias, muitas prosperam nos mesmos ambientes favorecidos pelos humanos e foram os primeiros procariotos descobertos; foram brevemente chamadas de Eubactérias ou bactérias "verdadeiras" quando as Archaea foram reconhecidas como um clado distinto.
A maioria dos organismos procarióticos patogênicos conhecidos pertencem às bactérias (veja para exceções). Por essa razão, e porque as Archaea são tipicamente difíceis de cultivar em laboratórios, as Bactérias são atualmente estudadas mais extensivamente do que as Archaea.
Alguns exemplos de bactérias incluem:
- "Cianobactérias" – bactérias fotossintetizantes que estão relacionadas aos cloroplastos de plantas e algas eucarióticas
- Spirochaetota – bactérias Gram-negativas que incluem as que causam sífilis e doença de Lyme
- Actinomycetota – bactérias Gram-positivas incluindo Bifidobacterium animalis que está presente no intestino grosso humano

### Domínio Eukarya
Os Eucariotos são organismos cujas células contêm um núcleo ligado à membrana. Eles incluem muitos organismos unicelulares grandes e todos os organismos não microscópicos conhecidos. O domínio contém, por exemplo:
- Holomycota – cogumelos e afins
- Viridiplantae – plantas verdes
- Holozoa – animais e afins
- Stramenopiles – inclui as algas pardas
- Amoebozoa – amebas solitárias e sociais
- Discoba – inclui euglenoides

## Nichos
Cada um dos três tipos de células tende a se encaixar em especialidades ou funções recorrentes. As bactérias tendem a ser as reprodutoras mais prolíficas, pelo menos em ambientes moderados. As arqueas tendem a se adaptar rapidamente a ambientes extremos, como altas temperaturas, altos teores de ácido, alto teor de enxofre, etc. Isso inclui adaptar-se para usar uma ampla variedade de fontes alimentares. Os eucariotos são os mais flexíveis no que diz respeito à formação de colônias cooperativas, como em organismos multicelulares, incluindo humanos. Na verdade, a estrutura de um eucarioto provavelmente derivou da junção de diferentes tipos de células, formando organelas.
Parakaryon myojinensis (incertae sedis) é um organismo unicelular conhecido por ser um exemplo único. "Este organismo parece ser uma forma de vida distinta de procariotos e eucariotos", com características de ambos.

## Alternativas

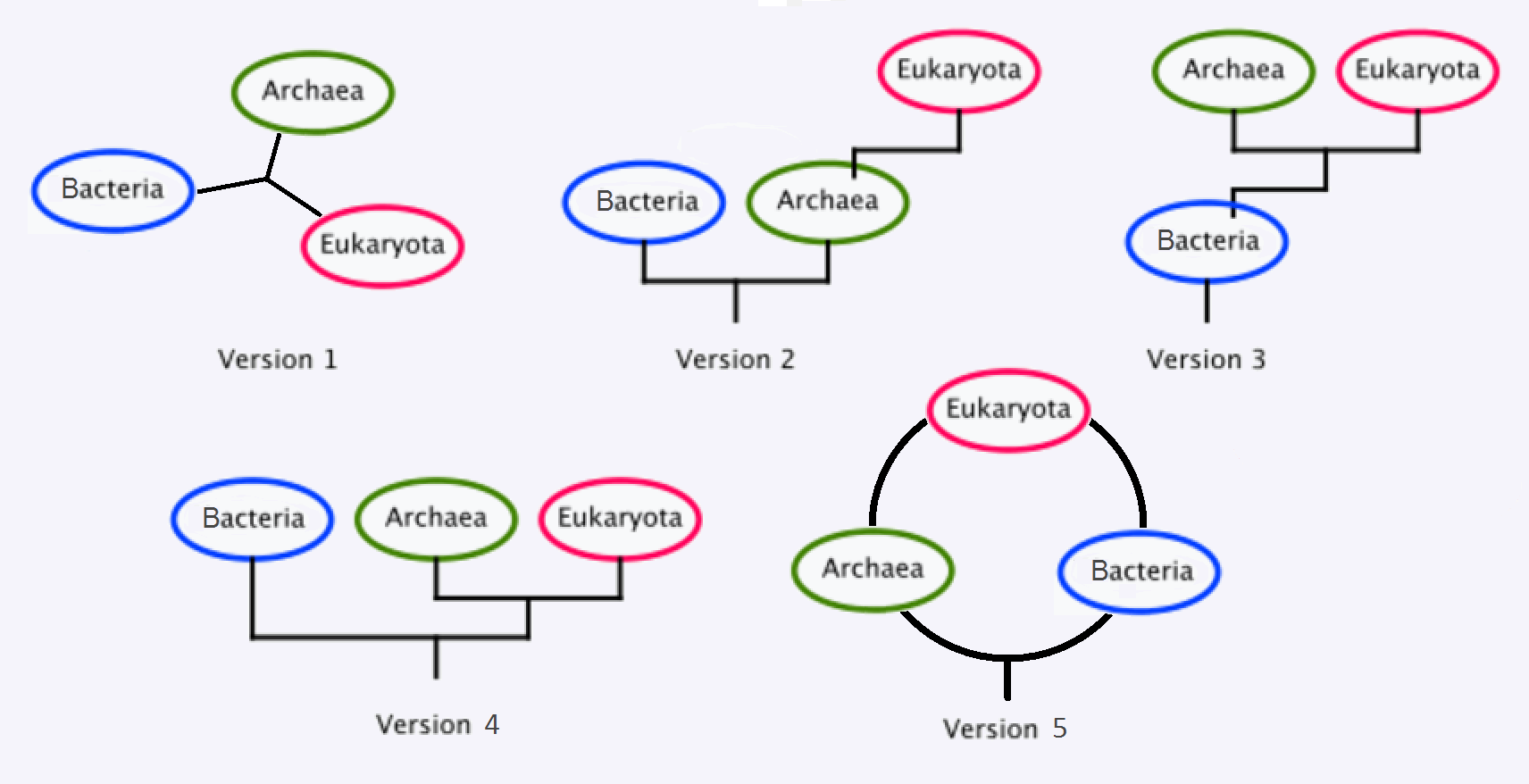
Versões alternativas da filogenia dos três domínios da vida

Partes da teoria dos três domínios foram contestadas por cientistas, incluindo Ernst Mayr, Thomas Cavalier-Smith e Radhey S. Gupta.
Trabalhos recentes propuseram que a Eukaryota pode ter, na verdade, se ramificado do domínio Archaea. De acordo com Spang et al., Lokiarchaeota forma um grupo monofilético com eucariotos em análises filogenômicas. Os genomas associados também codificam um repertório expandido de proteínas assinatura eucarióticas que são sugestivas de capacidades sofisticadas de remodelação de membrana. Este trabalho sugere um sistema de dois domínios em oposição ao sistema de três domínios. Exatamente como e quando Archaea, Bacteria e Eucarya se desenvolveram e como estão relacionados continua a ser debatido.